# 笠間西インターチェンジ
笠間西インターチェンジ（かさまにしインターチェンジ）は、茨城県笠間市福原にある、北関東自動車道のインターチェンジ。
計画時の仮称は笠間インターチェンジであったが、笠間市中心部から遠いため現名称となった。

## 歴史
- 2007年（平成19年）11月14日：笠間西IC - 友部IC間開通に伴い、供用開始[1][2]。
- 2008年（平成20年）4月12日：桜川筑西IC - 笠間西IC間開通[1][3]。

## 周辺
- 常陸国出雲大社
- 福原駅（JR東日本・水戸線）

## 道路
- E50 北関東自動車道（13番）

## 接続する道路
- 直接接続
  - 茨城県道64号土浦笠間線（福原バイパス）

## 料金所
- ブース数：4

### 入口
- ブース数：2
  - ETC専用：1
  - 一般：1

### 出口
- ブース数：2
  - ETC専用：1
  - 一般：1

## 隣
E50 北関東自動車道
(12) 桜川筑西IC - (13) 笠間西IC - 笠間PA/SIC(SICは事業中) - (14) 友部IC